# Globidens
Globidens var ett släkte inom familjen mosasaurier som levde under perioden Krita. Släktet namngavs Globidens för sina (inom Mosasauridae) okarakteristiskt runda tänder som användes till att krossa byten (så som ammoniter). Fossil av Globidens har funnits i Nordamerika, Afrika och Indonesien, där de levde i grunda varma hav och floder.

## Beskrivning och paleobiologi

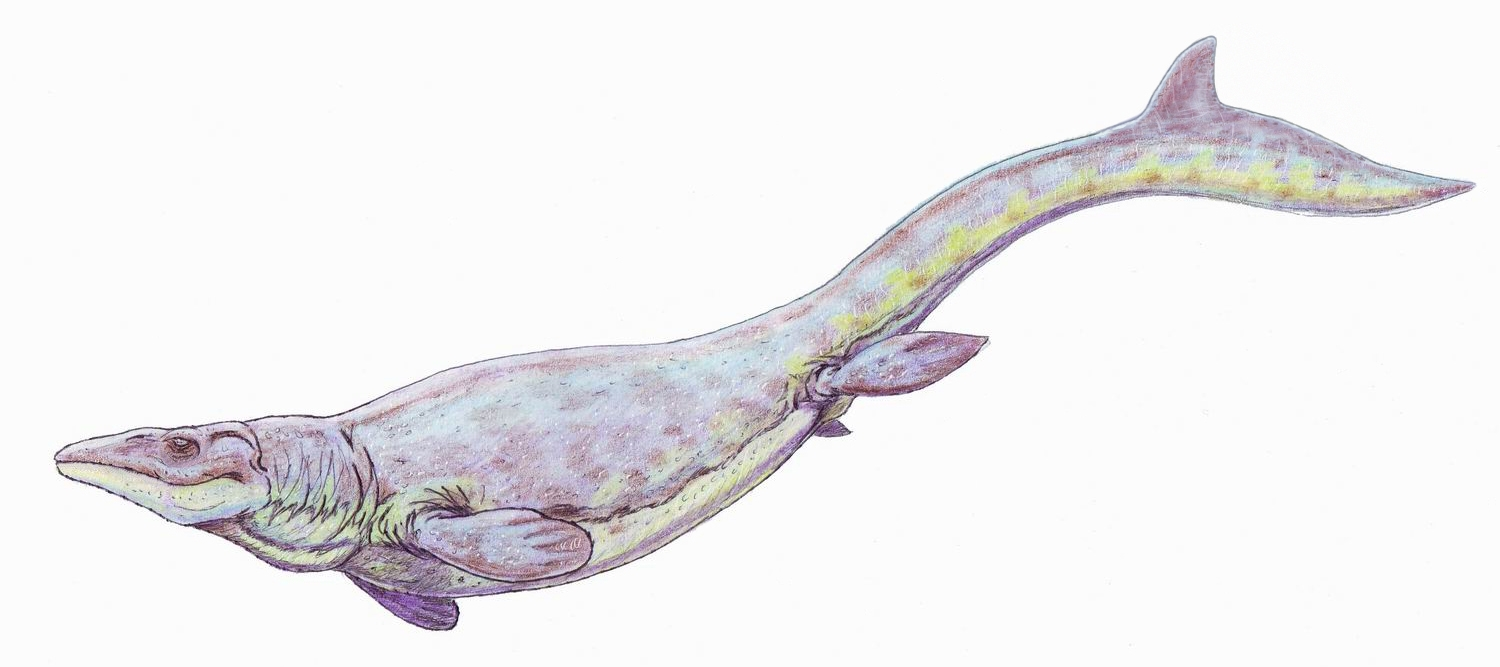
Globidens alabamaensis

Vid första anblick såg Globidens ganska mycket ut som vilken mosasaur som helst. Den hade en strömlinjeformad kropp och blev runt 6 m lång. För att simma använde den sina två par fenor och en hajliknande stjärtfena. Med ett stort och muskulärt huvud, i kombination med rundade tänder, så var de specialiserade på att krossa skal. Detta var något som utmärkte Globidens som mer av en predator av skalförsedda blötdjur (så som ammoniter och stora musslor) än andra mosasurier, som oftast hade långa vassa tänder för att fånga primärt fisk. Globidens och andra mosasaurier var sannolikt endoterma, till skillnad från de flesta nu levande kräldjur.

## Upptäckt och taxonomi

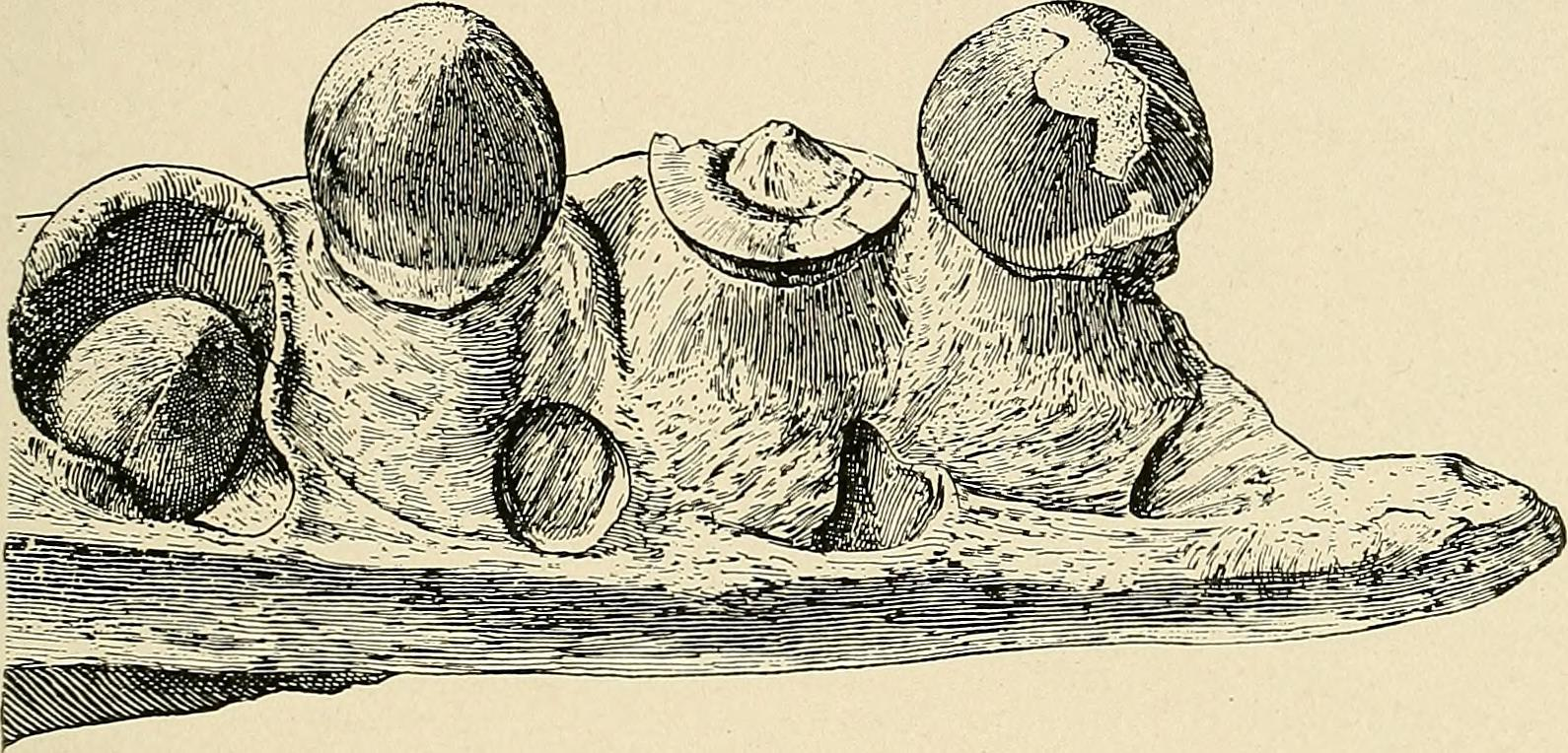
Globidens; underkäke med tänder

Globidens beskrevs första gången 1912 av Charles W. Gilmore, som gav arten namnet G. alabamaensis. Detta fynd agerar som holotyp för släktet. Översatt till svenska betyder Globidens "runda tänder". De flesta fynden inom släktet har gjorts i Nordamerika och Afrika och har mestadels bestått av tänder och skallfragment. Mosasaurier placeras taxonomiskt inom ordningen Squamata vilket betyder att deras idag levande närmaste släktingar är ormar och ödlor. Till släktet Globidens räknas fem arter.

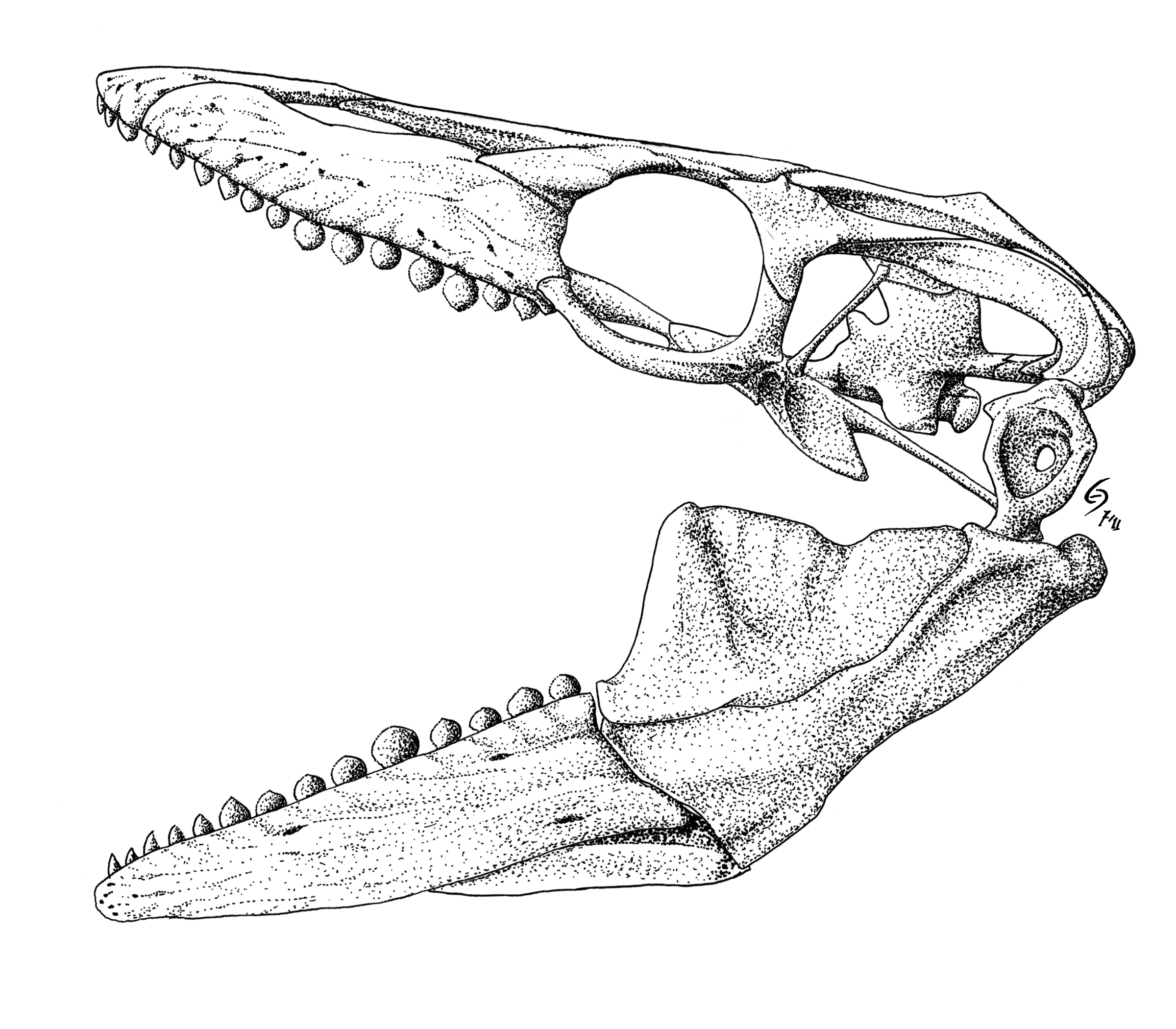
Globidens dakotensis

## Källhänvisningar
1. 1 2 3 4  Egerkrans, Johan (2017). Flygödlor och havsmonster. B. Wahlströms
2. 1 2  Charles W. Gilmore (1912). ”A new mosasauroid reptile from the cretaceous of Alabama”. Proceedings of the National Museum vol. 41.
3. ↑  Dale Russel (1975). ”A new species of Globidens from South Dakota”. Fieldiana Geology vol. 33.
4. ↑  Aaron Leblanc (2019). ”Insights into the anatomy and functional morphology of durophagous mosasaurines (Squamata: Mosasauridae) from a new species of Globidens from Morocco”. Zoological Journal of the Linnean Society, Volume 186.
5. ↑  J. Martin & J. Fox (2007). ”Stomach contents of Globidens, a shell-crushing mosasaur (Squamata), from the Late Cretaceous Pierre Shale Group, Big Bend area of the Missouri River, central South Dakota”. Geological Society of America, Special Paper 427.
6. ↑  Michael Caldwell (1999). ”Squamate phylogeny and the relationships of snakes and mosasauroids”. Zoological Journal of the Linnean Society, Volume 125.